# 金刀比羅宮 (東京都港区)
金刀比羅宮（ことひらぐう）は、東京都港区虎ノ門一丁目にある神社。敷地内には、金刀比羅宮との複合施設として高層オフィスビルの虎ノ門琴平タワーがあり、社務所や神楽殿といった施設と一体化している。
地名を冠して虎ノ門金刀比羅宮（とらのもんことひらぐう）とも呼ばれる。

## 歴史
- 万治3年（1660年）、讃岐丸亀藩の藩主・京極高和が芝・三田の江戸藩邸に金毘羅大権現を勧請。
- 延宝7年（1679年）、丸亀藩江戸藩邸の移転とともに現在の虎ノ門に遷座。
- 昭和40年（1965年）、虎門琴平会館ビル建設。
- 平成13年（2001年）11月28日、東京都選定歴史的建造物に選定される。
- 平成16年（2004年）11月30日、虎門琴平会館ビルを建て替え、虎ノ門琴平タワーが竣工。

## 祭神
- 大物主神
- 崇徳天皇

## 年間祭典
毎月斎行する祭典
- 1日 - 朔日祭
- 10日 - 十日祭（月次祭）

- 9日 - 九日祭
- 20日 - 二十日祭

その他
- 1月1日 - 歳旦祭
- 1月9日 - 初こんぴら前日祭
- 1月10日 - 初こんぴら祭：境内では里神楽の奉納、参道では七福神の行列や露店が並ぶ
- 2月3日 - 節分追儺祭／福豆撒き：神楽殿にて神職が福豆撒き
- 2月11日 - 紀元祭
- 2月20日 - 祈年祭（としごいのまつり）／喜代住稲荷神社（末社）大祭
- 6月30日 - 夏越し大祓式：穢れを人形に移し祓い清める／道饗祭
- 10月9日 - 大祭前日祭
- 10月10日 - 大祭：舞姫が浦安の舞を奉納、おかめひょっとこの行列や露店が並ぶ
- 11月23日 - 新嘗祭
- 12月23日 - 天長祭
- 12月30日 - 年越し大祓式／鎮火祭／除夜祭

## 文化財
都選定歴史的建造物
平成13年（2001年）選定
ぼたん
建設 - 昭和26年（1951年）、設計者 - 伊東忠太、構造規模 - 木造1階
讃岐丸亀藩主の讃岐の金刀比羅権現を江戸藩邸に屋敷社として勧請した建物である。第二次世界大戦で焼けたため、権現造りの拝殿・幣殿は昭和26年（1951年）に再建された。

## ギャラリー

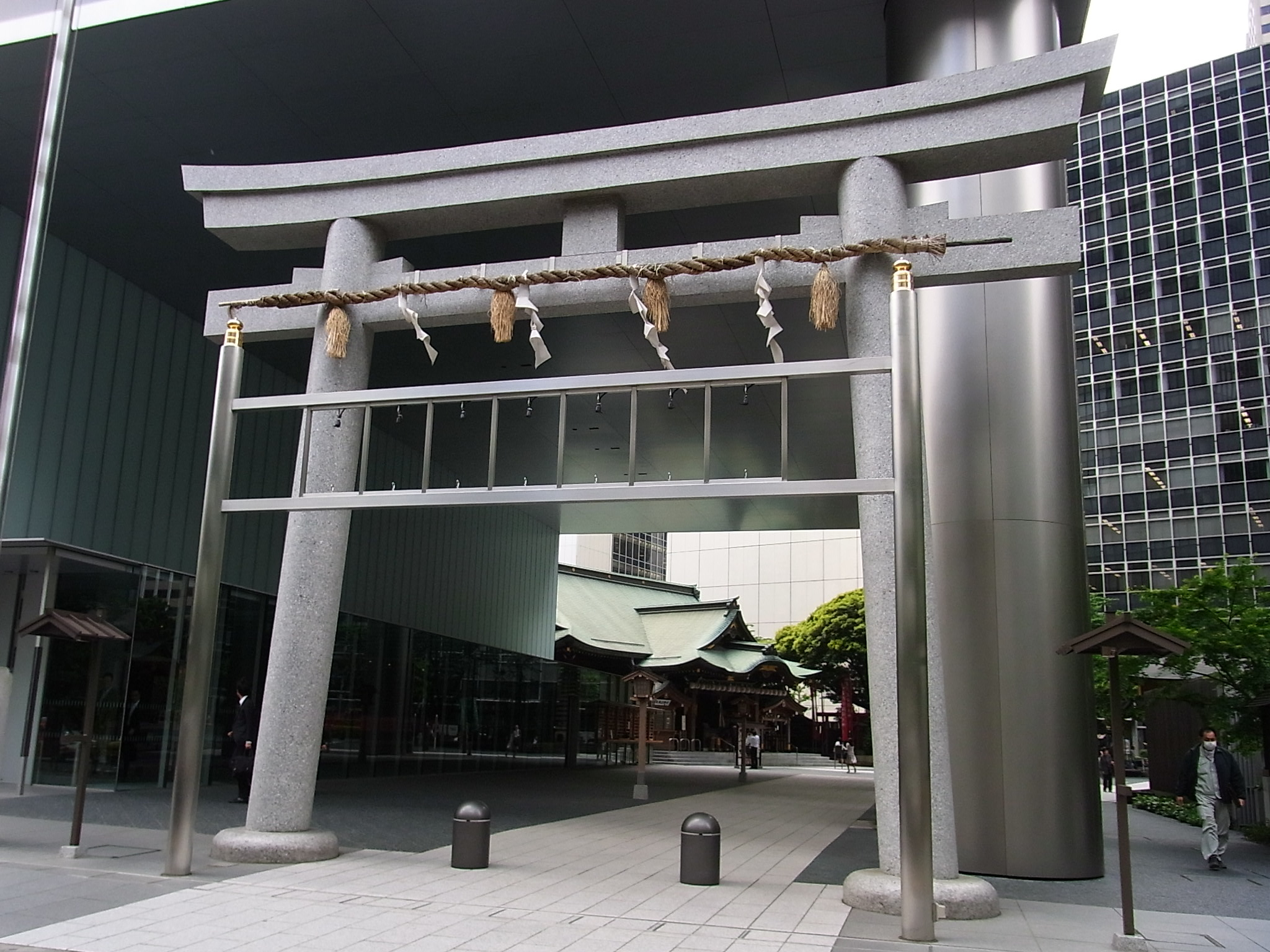
公道より一之鳥居を見る（2010年5月14日撮影）
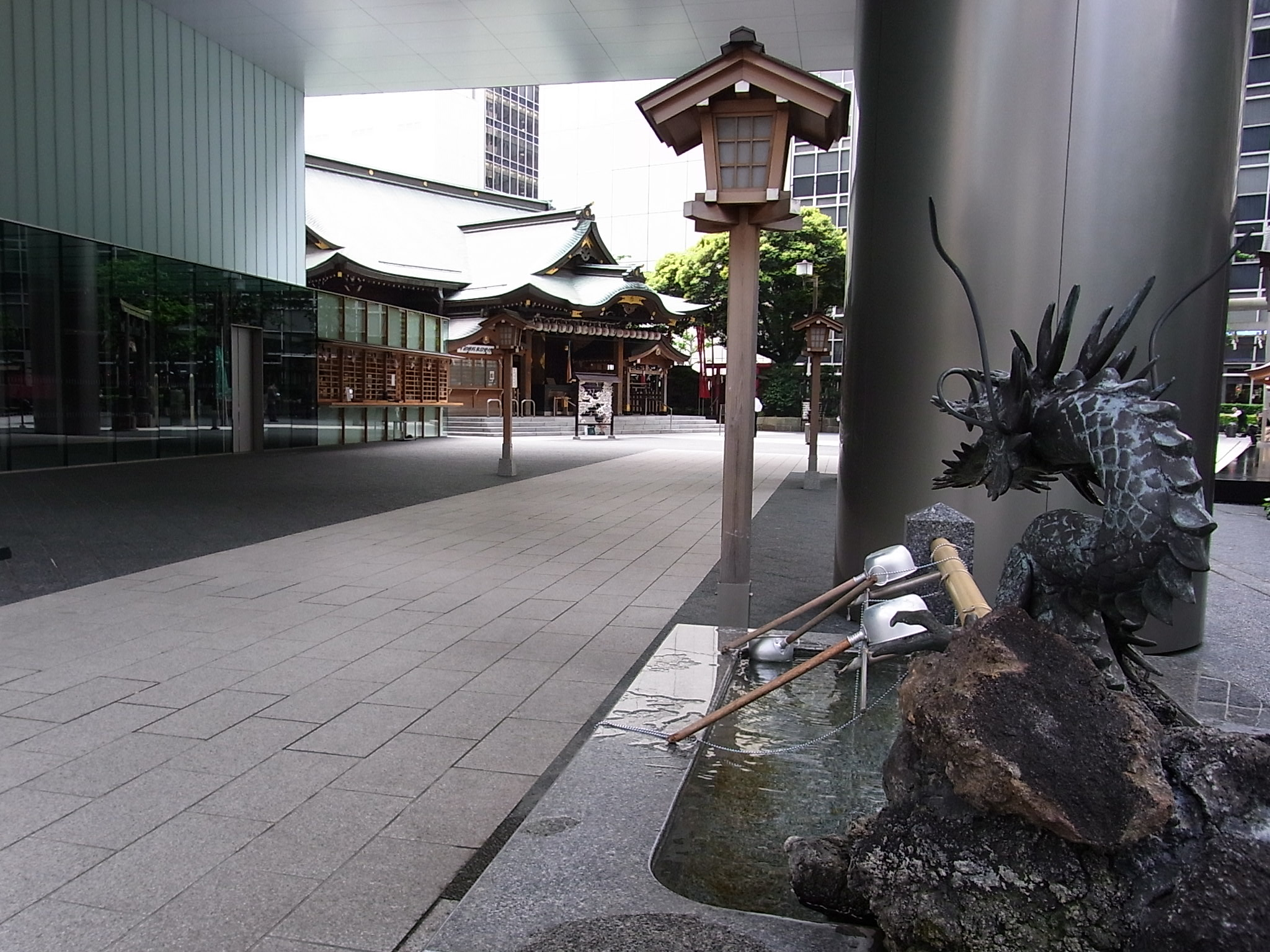
一之鳥居を潜り拝殿を見る（2010年5月14日撮影）
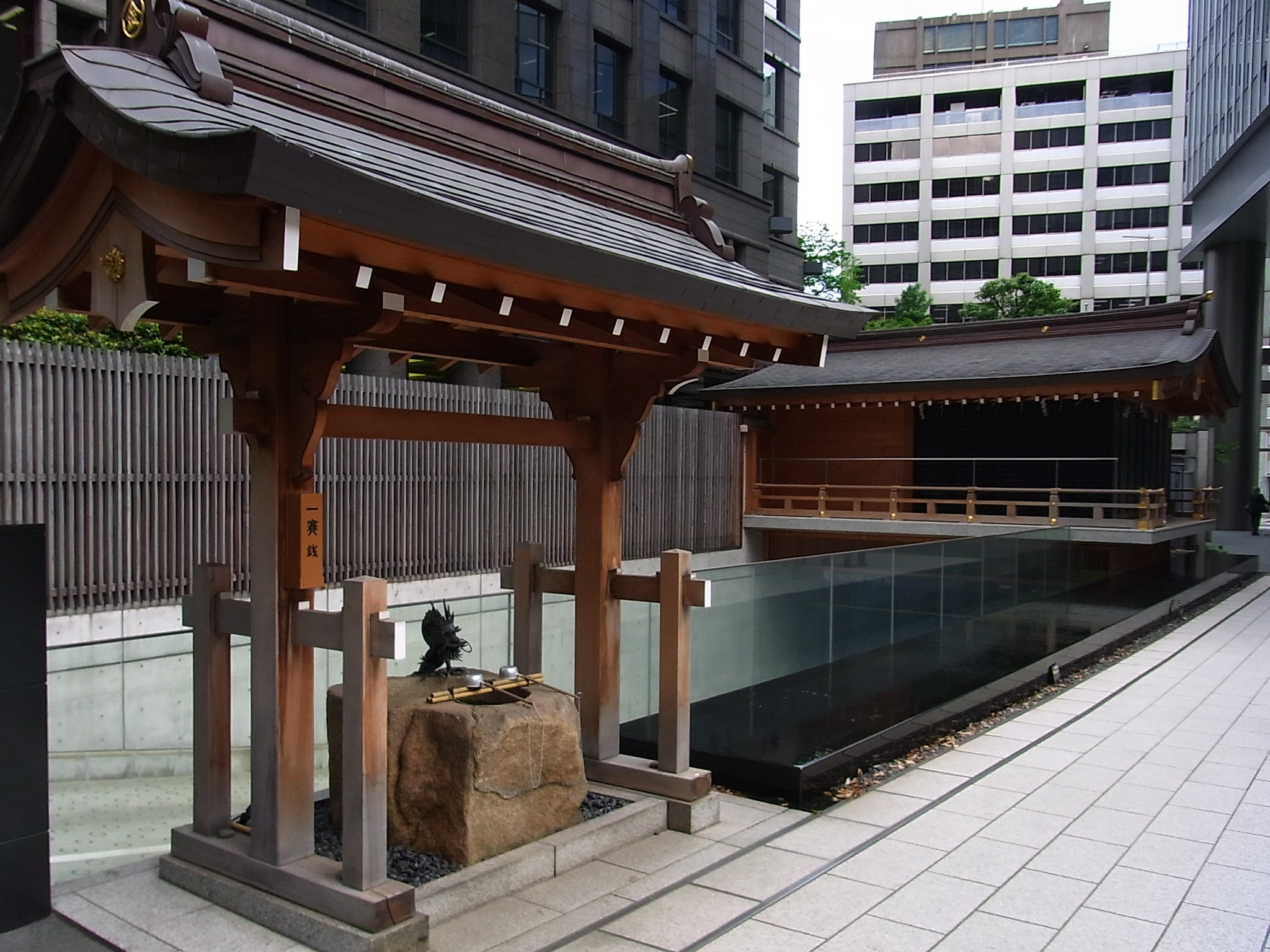
手水舎（2010年5月14日撮影）
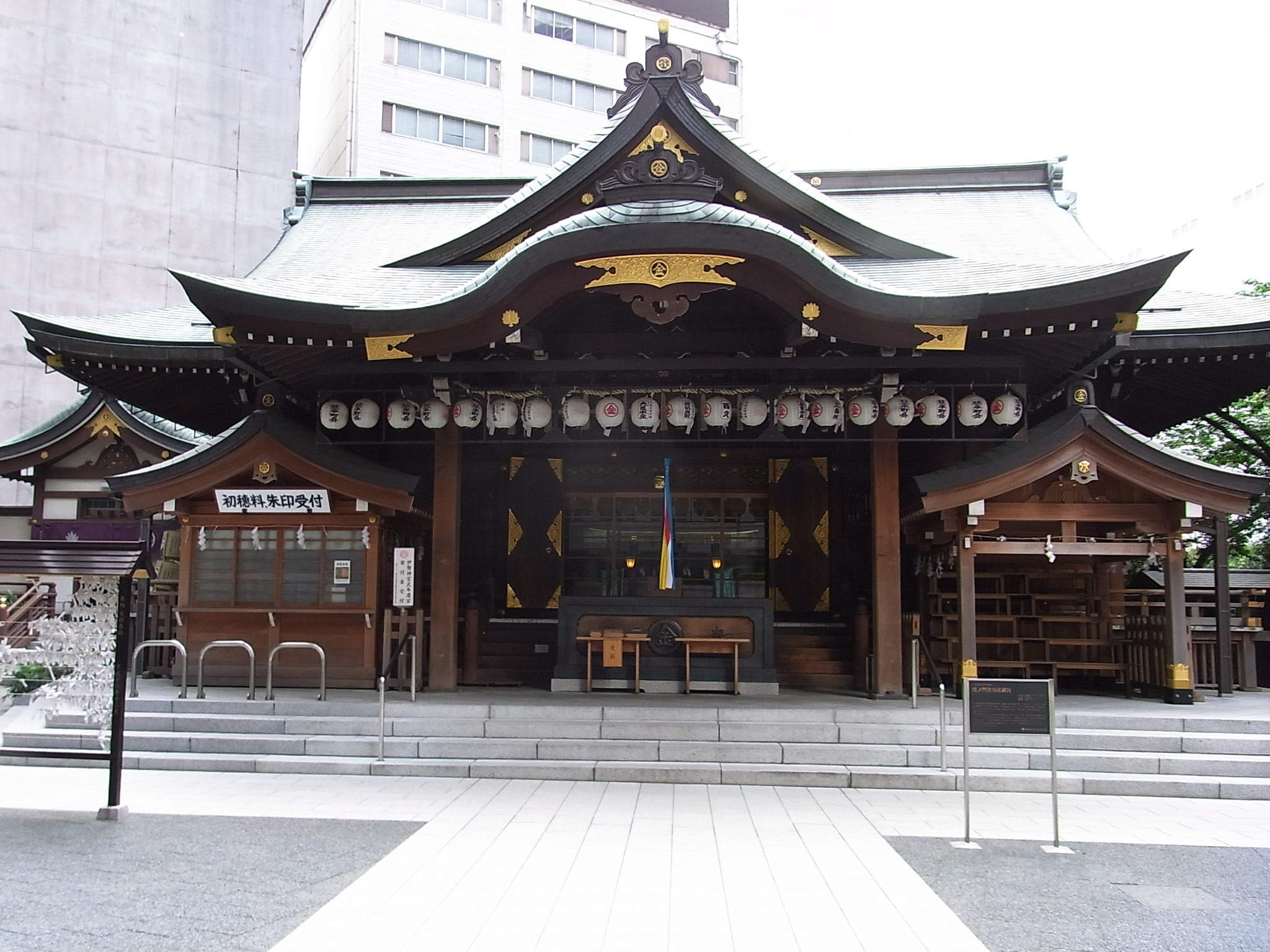
拝殿（2010年5月14日撮影）
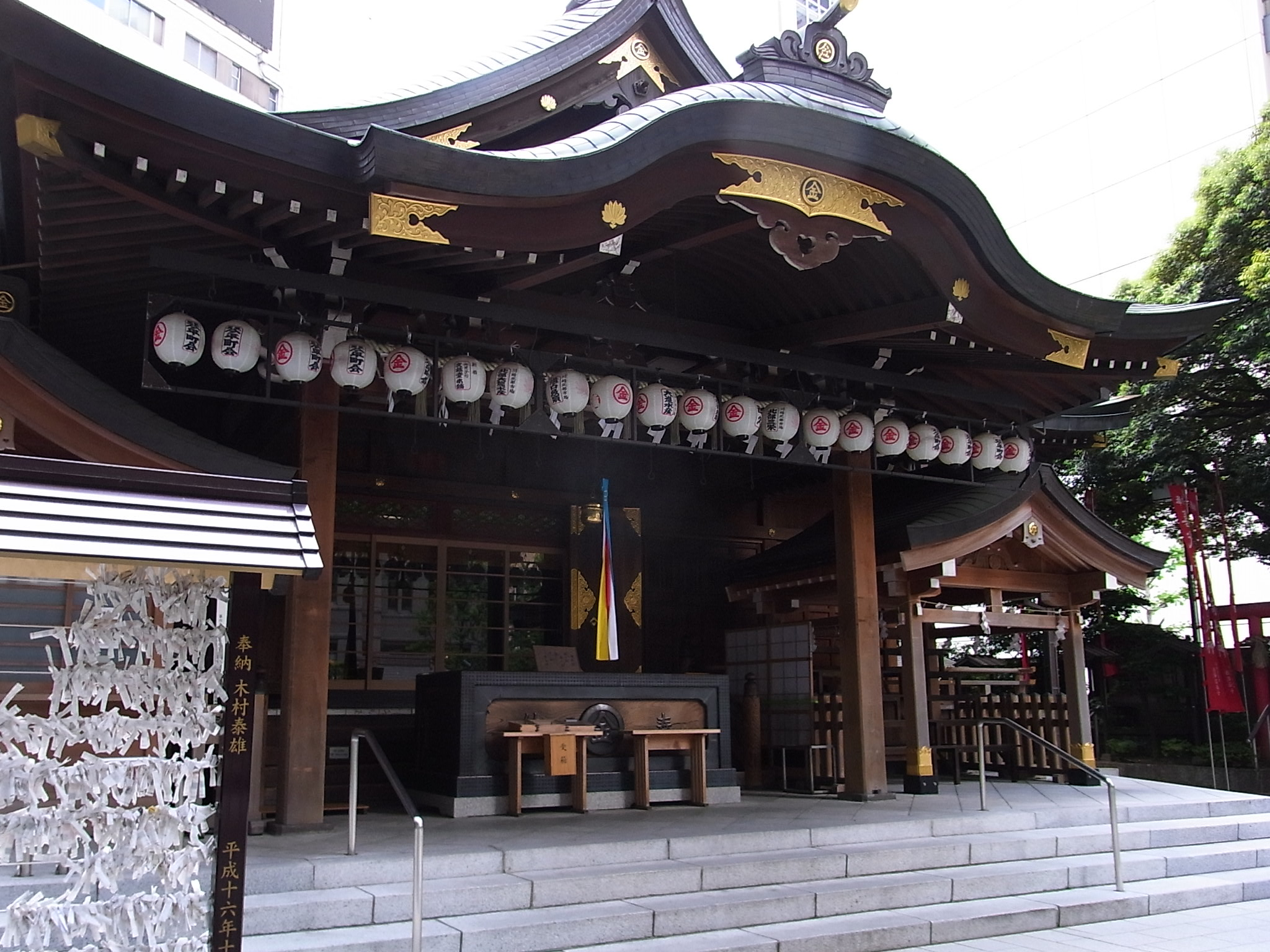
南東側から拝殿を見る（2010年5月14日撮影）
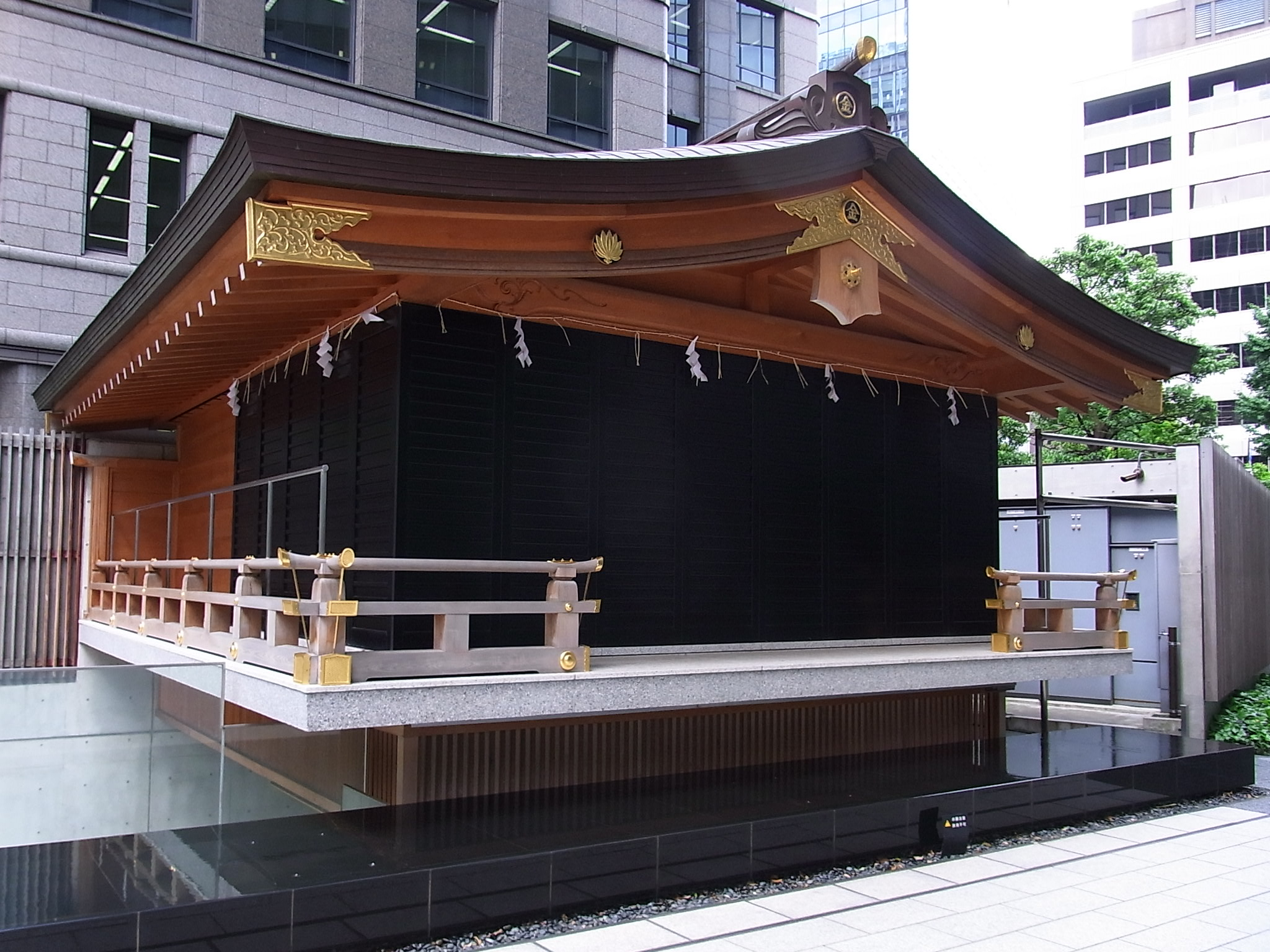
神楽殿（2010年5月14日撮影）
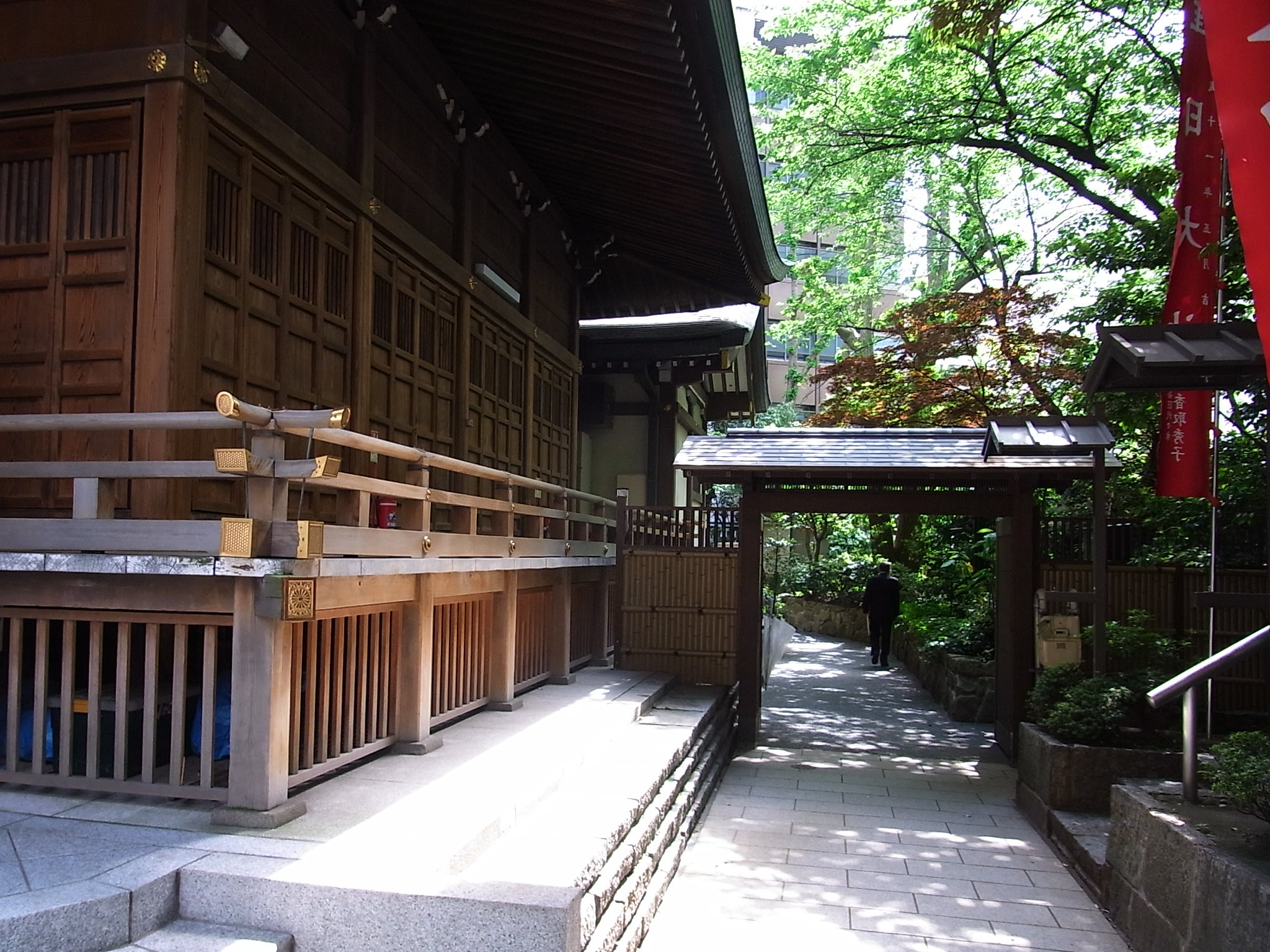
本殿の北側通路（2010年5月14日撮影）

## 交通
- 東京メトロ銀座線虎ノ門駅より徒歩1分